# Bernhard Neher
Bernhard Neher (* 1. Juni 1814 in Schaffhausen; † 31. März 1865 ebenda) war ein Schweizer Industrieller.

## Biografie
Der älteste Sohn von Johann Georg Neher verbrachte seine erste Jugendzeit im Elternhaus in Neuhausen am Rheinfall sowie in der Stadt Schaffhausen bei seiner Grossmutter mütterlicherseits, die eine Eisenhandlung betrieb. Dadurch wurde ihm der Besuch der Elementarschule erleichtert. Ab 1824 besuchte er zusammen mit seinem Bruder Johann Conrad die von Friedrich Peyer im Hof sr. neu gegründete Privatschule im Rosenberg. Dabei entwickelte er ein Interesse an naturwissenschaftliche Fächer, so Geographie und Astronomie und besonders Physik, wobei ihn hier vor allem die Elektrizitätslehre begeisterte. Er berichtet, dass er ihn «Experimente mit Elektrisiermaschinen und Elektrophors…» besonders interessierten.
Der Regierungsrat und Mineraliensammler Georg Michael Stierlin führte Neher zusammen mit Gleichgesinnten am Sonntagmorgen nach dem Kirchbesuch in seiner Studierstube in die Geheimnisse der Mineralogie ein. Weiter bekam er Unterricht in Chemie durch den Apotheker und Naturforscher Johann Conrad Laffon, ebenso Zeichenunterricht. Nach einem Aufenthalt in Lausanne, wo er die französische Sprache erlernte, studierte Neher von 1833 bis 1834 an der Bergakademie Freiberg. Seine Lehrer waren dort Wilhelm August Lampadius (Hüttentechnik), Carl Amandus Kühn (Bergbaukunde und Geologie) sowie August Breithaupt (Mineralogie und Kristallographie). Besonders gefördert wurde Neher jedoch von Sigismund August Wolfgang von Herder, der ihn vor allem durch seine praktischen Neuerungen für den Bergbau begeisterte. Mit dem Studium war auch die Studien unter Tage, die zum Programm gehörten, das er in Freiberg absolvierte.
Bevor er auf Wunsch des Vaters Ende 1834 wieder nach Schaffhausen kam, besuchte Neher noch eine grössere Zahl deutscher Eisenwerke im Ruhrgebiet und im Siegerland sowie in Belgien. Nach seiner Rückkehr in die Schweiz war er abwechslungsweise im Laufen und in Plons bei Mels tätig. Unter seiner Leitung wurde 1835 im Laufen ein Kupolofen zur Erschmelzung des Eisens mit Steinkohle aufgebaut. 1836 heiratete er Pauline Peyer im Hof, die Schwester von Friedrich Peyer im Hof. Zu diesem Zeitpunkt übernahm er auch die Leitung der väterlichen Hüttenwerke in Plons sowie des Bergbaubetriebs im Gonzen, wobei Johann Georg Neher nach wie vor die «Oberleitung» über seine Betriebe beibehielt. Bernhard Neher konnte dabei die Betriebe in der Ostschweiz wesentlich voranbringen. So wurden 1840 in Plons pro Woche bei einer Beschäftigtenzahl von 100 Mann etwa 400 Zentner Roheisen erschmolzen.
Bernhard Neher war ein ausgewiesener Metallurg, hatte aber nicht die unternehmerischen Fähigkeiten seines Vaters oder seiner Brüder. So hielt er beispielsweise die Gründung der Schweizerischen Waggons-Fabrik (spätere Schweizerische Industrie-Gesellschaft) durch seinen Bruder Conrad und Schwager Peyer zusammen mit Heinrich Moser für ein bedenkliches Wagnis. Politisch war er ein Gegner des Radikalismus und begrüsste die Bundesverfassung von 1848 in der Hoffnung, das «Putschen und Revolutionieren» nehme nun ein Ende.
Im Gegensatz zu Bernhard Neher hatte dessen Sohn Georg Robert Neher (1838–1925) den Unternehmergeist seines Großvaters Johann Georg Neher geerbt und war lange Direktor der Schweizerischen Waggons-Fabrik. Georg Robert war auch an der Gründung der des ersten europäischen Aluminiumwerks in Neuhausen, dem Ursprung der Alusuisse, beteiligt. Sein Enkel Robert Victor Neher hat das Verfahren zur Produktion von Endlos-Alufolien entwickelt.